# Чапман (Канзас)
Чапман (енгл. Chapman) град је у америчкој савезној држави Канзас.

## Демографија
По попису из 2010. године број становника је 1.393, што је 152 (12,2%) становника више него 2000. године.
| Група             | 2000.         | 2010.         |
| Белци             | 1.152 (92,8%) | 1.296 (93,0%) |
| Афроамериканци    | 6 (0,5%)      | 20 (1,4%)     |
| Азијати           | 5 (0,4%)      | 6 (0,4%)      |
| Хиспаноамериканци | 37 (3,0%)     | 42 (3,0%)     |
| Укупно            | 1.241         | 1.393         |